# Església de Santa Eulàlia (Múrcia)
L'església de Santa Eulàlia de la ciutat de Múrcia (Regió de Múrcia, Espanya), és una parròquia tradicional del nucli antic de la capital. Encara que d'origen medieval, l'immoble actual es va construir en la segona meitat del segle xviii, sent un dels últims exemples de l'estil barroc-rococó a la ciutat.
Situada a la tradicional plaça del mateix nom, forma un conjunt històric amb la contigua capella de Sant Josep i el centre d'Interpretació de la Muralla àrab de Santa Eulàlia.

## Història
L'actual església de Santa Eulàlia es va aixecar sobre la primitiva parròquia d'igual nom, que segons la tradició va ser fundada pel rei Jaume I d'Aragó quan va fer la seva entrada a la ciutat després de sufocar la revolta mudèjar en 1266.
L'entrada del monarca a la ciutat es va fer per una porta de la muralla àrab de Múrcia denominada Porta de les Set Portes, en les proximitats de les quals hi havia una mesquita que el rei va transformar en església sota l'advocació de la Santa catalana Eulàlia de Barcelona. De fet, durant diversos segles, a la parròquia que ens ocupa s'anomenava de Santa Olalla dels Catalans -població molt nombrosa en el municipi després de la reconquesta-.
No es tenen moltes dades del primitiu immoble, només que en el 1411 va acollir la fundació de l'arxiconfraria de la Sang, la confraria penitencial més antiga de la ciutat -que va residir en aquesta església fins a mitjans del segle xvi-.
La plaça que presideix l'església de Santa Eulàlia, a part de constituir en l'antiguitat un important espai d'accés a la ciutat a través de les seves muralles, va ser testimoni d'un dels successos més importants de la insurrecció comunera de Múrcia en 1520, quan una assemblea ciutadana va juramentar contra regidors i altres càrrecs dels concejos contraris al moviment.
L'any 1753, amb la ciutat immersa en ple segle d'or, van donar començament les obres de la nova parròquia que substituiria a l'anterior. El temple va ser inaugurat el 21 de juny de 1766, després de diverses interrupcions en els treballs que van ser resolts pel racioner major de la Catedral, Antonio Albarrasí, que va aconseguir del bisbe Rubín de Celis un important donatiu per a la terminació de l'església.
Des de 1948 és seu de la Real i Molt Il·lustre Real i Molt Il·lustre Arxiconfraria del nostre Senyor Jesucrist Ressuscitat de Múrcia, que desfila en el matí del diumenge de Resurrecció durant la Setmana Santa de Múrcia, donant fi a les processons.

## Arquitectura

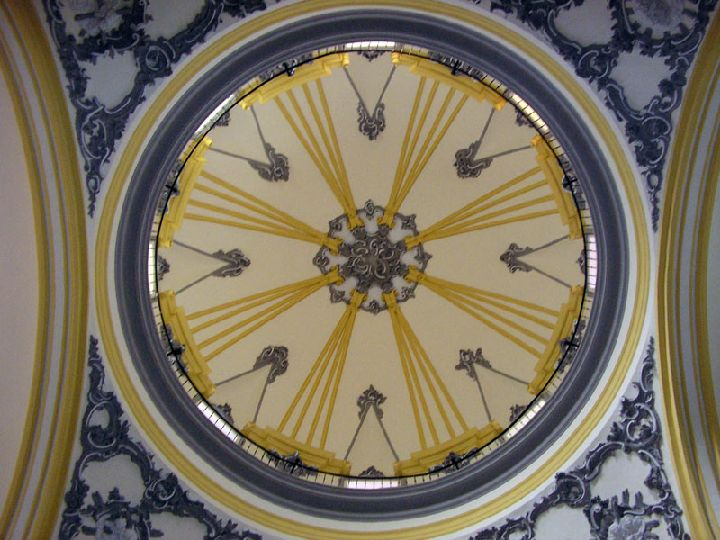
Interior de la cúpula de Santa Eulàlia, amb decoració rococó.

A pesar que es va començar a construir tres anys després que l'Església de Sant Joan Baptista -el primer temple amb tocs neoclàssics a la ciutat de Múrcia-, la nova església de Santa Eulàlia va continuar basant-se en models anteriors, seguint els esquemes típics de l'arquitectura llevantina del segle xviii.
El temple compta amb planta de creu llatina, amb quatre capelles intercomunicades a banda i banda de la nau central, creuer amb cúpula i presbiteri rectangular.
La decoració interior és senzilla, responent a l'estil rococó imperant en l'època; destacant els cinc retaules pintats en arquitectura fingida pel pintor milanès Pablo Sístori, resident a la ciutat en la segona meitat del segle xviii.
Dels elements exteriors destaca la façana principal, una lateral i la torre. La façana principal està composta per tres cossos verticals: el central de carreus i els dos laterals de maó entre cadenes de carreus. Presenta una magnífica portada, contractada en 1764 per un desconegut picapedrer, Francisco Moreno. Sobre dos grups de pilastres compostes, caixeades i disposades de forma obliqua, es recolza un frontó corb trencat que alberga un relleu en pedra amb l'apoteosi de la Santa titular, obra notable atribuïda a Pedro Federico, molt de l'estil de Jaume Bort -autor de l'imafront o façana principal de la Catedral de Múrcia). Tota la façana es corona amb una rematada mixtilínia, propi del segle xviii. Entre la portada i la rematada mixtilínia, s'obre un gran finestral coronat per un frontó corb rebaixat sobre el qual s'alcen dos àngels sostenint una creu.
La façana lateral, molt més senzilla, és de maó vist i en ella destaca una portada en pedra emmarcada amb senzilles pilastres sobre les quals recolza el fris coronat per un frontó corb que alberga els atributs de la santa titular.
La torre, de gran esveltesa, està composta per un total de tres cossos, amb façanes de maó vist apilastrades al costat dels angles corbs i limitats per cornises de pedra en línia trencada. La torre de Santa Eulàlia disposa d'una certa inclinació perceptible per a l'ull humà.

## Patrimoni

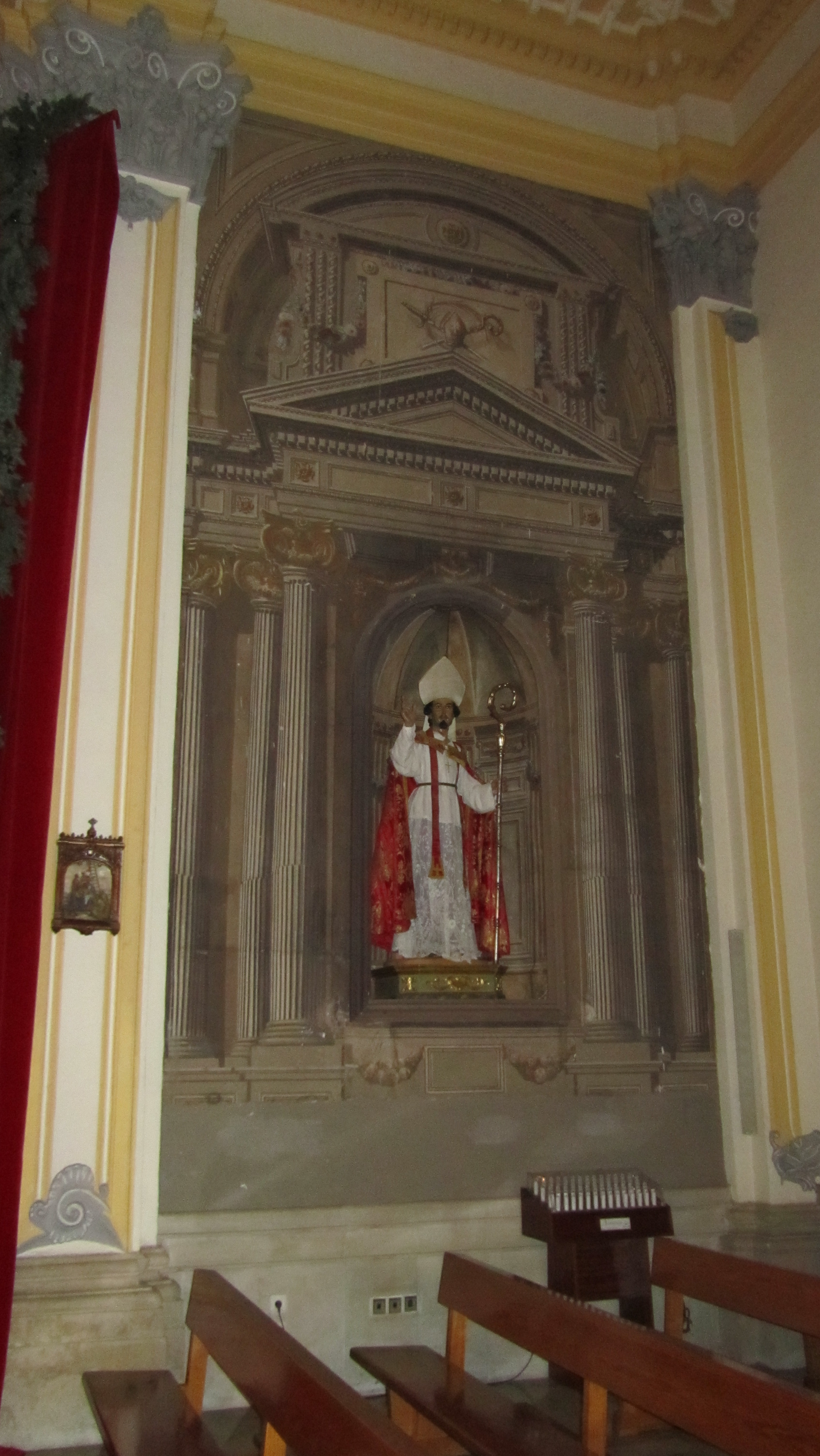
Retaule pictòric del creuer, obra de Pablo Sístori amb el Sant Blai de Salzillo.

Tant el retaule major com els del creuer estan realitzats mitjançant "arquitectures fingides", per la qual cosa es tracten de retaules pintats. Aquestes curioses obres es deuen al pintor milanès establert en Múrcia Pablo Sístori, que segueix la tendència de finals de segle vinculada al canvi de gust cap al neoclassicisme.
Es tracten d'obres realitzades en "trompe l'oeil" -enganya ull-, l'efecte característic del qual és fer real el que només és pintat. Destacar en cadascuna d'elles, l'efecte de profunditat i la sàvia ocupació de les regles de la perspectiva. La tècnica empleada és el tremp sobre llenç com en la majoria de les seves obres conservades. Les dates de realització dels retaules se situen entre els anys 1779 i 1781.
A la ciutat es poden contemplar altres obres de Sístori en diversos retaules de l'església de Sant Joan de Déu, a més de la important església de Jesús.
Pel que fa a la imatgineria, l'església disposa d'importants obres, com a Santa Rosa de Palerm (1727) que encara que ha estat atribuïda a Francisco Salzillo avui dia es creu obra de l'artista francès establert a Múrcia, Antonio Dupar. De Salzillo és la famosa imatge de Sant Blas (1755), talla de vestir dels anys de maduresa de l'artista. L'església també compta amb un crucifixat de principis del segle xviii, d'autor anònim, que anteriorment es guardava en la contigua Capella de Sant Josep i que va ser enviat des de Roma pel Cardenal Belluga.
Santa Eulàlia guarda diverses imatges de la Confraria del Ressuscitat, com el titular de José Planes (1949), i la Verge Gloriosa de José Sánchez Lozano (1950).

## Capella de Sant Josep

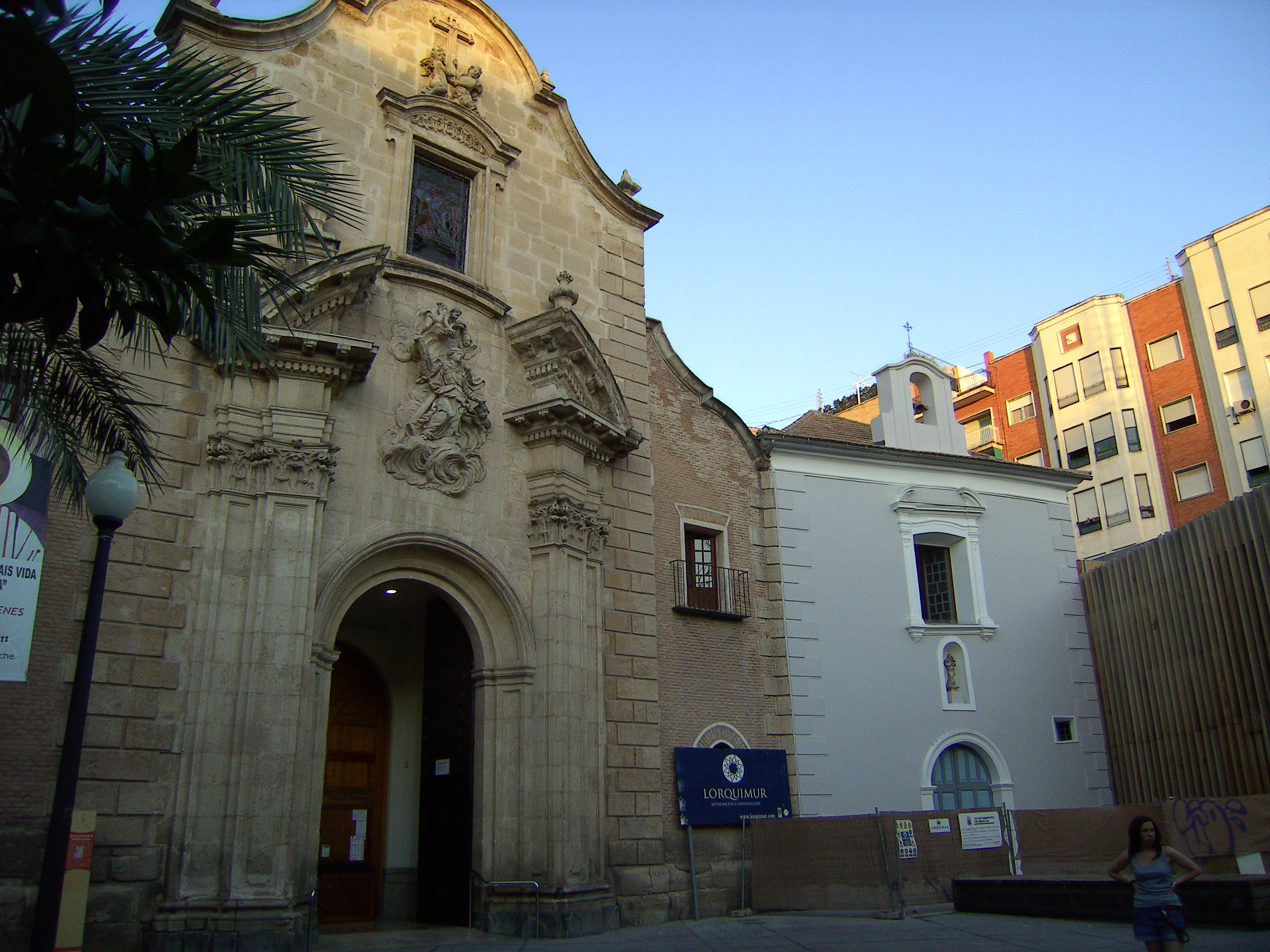
Capella de Sant Josep -dreta-, juntament a la portada de Santa Eulàlia i al costat de la muralla àrab.

Al costat de l'església de Santa Eulàlia, en el petit espai que hi ha entre aquest temple i la muralla àrab de Múrcia es troba la capella de Sant Josep, construïda pel gremi de fusters a principis del segle xviii.
El procés constructiu de la mateixa va ser molt llarg doncs en 1658 els fusters van comprar un solar per a la seva erecció entre Santa Eulàlia i la muralla de la ciutat, però en ser un espai molt petit, després de llargs anys de peticions al concejo de la ciutat, aquest va resoldre en 1702 donar al gremi un solar contigu a una de les torres de la muralla de tal manera que es va acabar construint sobre la prop de la ciutat, tal com avui es pot observar.
Entrat el segle segle xviii, la construcció del Col·legi de Sant Felip Neri va modificar la fisonomia d'aquest sector de la muralla. La capella va ser cedida provisionalment a la Congregació de l'Oratori de Sant Felip Neri, o sigui, els filipencs, promotors d'aquest col·legi portats a Múrcia pel Cardenal Belluga en 1706. L'escriptura per la qual se cedeix la capella es va fer efectiva en 1711.
La desamortització espanyola de 1836 va privar als filipencs de l'ús de la capella, aconseguint el gremi de fusters que se li restituís la mateixa en 1839.
Avui, l'accés a la capella de Sant Josep pot fer-se des de la façana principal o des de l'interior de l'església de Santa Eulàlia, a la qual pertany des dels anys 80 del segle XX.